# I Am the Night (série de televisão)
I Am the Night é uma minissérie de televisão norte-americana de seis episódios criada e escrita por Sam Sheridan, com Chris Pine e India Eisley no seu elenco principal. Inspirada no livro de memórias "One Day She'll Darken: The Mysterious Beginnings of Fauna Hodel" de Fauna Hodel, o qual documenta várias revelações chocantes sobre a sua família biológica e o famoso e cruel homicídio de Elizabeth Short, conhecida postumamente como Black Dahlia, a série teve a sua estreia oficial a 28 de janeiro de 2019 no canal TNT.
Diferenciando a ficção da realidade, o canal de televisão TNT em parceria com a companhia Cadence13 lançou simultaneamente o podcast Root of Evil: The True Story of the Hodel Family and the Black Dahlia em fevereiro de 2019.

## Premissa
Quando Patricia Ann Greenwade, uma jovem mestiça de pele e olhos claros a viver em Sparks, Nevada, encontra a sua certidão de nascimento, desencadeia uma série de sinistras e bizarras revelações sobre a sua verdadeira origem. Decidida a encontrar as respostas para o seu passado e a sua família biológica, parte para Los Angeles onde se envolve numa perigosa teia de corrupção e crime, orquestrada por George Hodel, suspeito do homicídio da famosa Black Dahlia.

## Elenco
Principal
- Chris Pine como Jay Singletary
- India Eisley como Pat Greenwade/Fauna Hodel
- Jefferson Mays como George Hodel
- Dylan Smith como Sepp
- Golden Brooks como Jimmie Lee Greenwade
- Connie Nielsen como Corinna Hodel
- Justin Cornwell como Terrence Shye
- Leland Orser como Peter Sullivan
- Yul Vazquez como Sargento Billis
- Jay Paulson como Detetive Ohls
- Theo Marshall como Detetive Cuddy

Secundário e Recorrente
- Jamie Anne Allman como Tamar Hodel
- Ebony Jo-Ann como Big Momma
- Monique Green como Nina
- Shoniqua Shandai como Tina
- Lucy Jenner como Lilly
- Arlen Escarpeta como Xander
- Astro como Nero
- Ade Chike Torbert como Calvin
- Devon Bostick como Tommy
- David Raibon como Stanley
- Mariko Wordell como Yuna
- Myles Cranford como Horace
- Keston John como Marcus
- Dale Dickey como Mary
- Taylor Leigh Edwards como Angela
- Sheila Shaw como Irmã Sarah
- Marco St. John como Miller
- Dabier como Lewis Ferguson
- Richard Gleason como Neeb Jr.
- Kristof Konrad como Sergei Rachmaninoff
- Mickey O'Hagan como Wendy
- Jenny Wade como Jane

## Episódios
| 1 | "Pilot" "Episódio Piloto"                                | Patty Jenkins    | Sam Sheridan    | 27 de janeiro de 2019   |
| 2 | "Phenomenon of Interference" "Fenómeno de Interferência" | Patty Jenkins    | Sam Sheridan    | 4 de fevereiro de 2019  |
| 3 | "Dark Flower" "Flor Negra"                               | Victoria Mahoney | Sam Sheridan    | 1 de fevereiro de 2019  |
| 4 | "Matador"                                                | Victoria Mahoney | Sam Sheridan    | 18 de fevereiro de 2019 |
| 5 | "Aloha"                                                  | Carl Franklin    | Monica Beletsky | 25 de fevereiro de 2019 |
| 6 | "Queen's Gambit, Accepted" "Gambito de Dama Aceito"      | Carl Franklin    | Sam Sheridan    | 4 de março de 2019      |

## Produção

### Pré-Produção
A 27 de julho de 2017, o canal norte-americano de televisão por cabo TNT anunciou que o actor Chris Pine faria o papel de Jay Singletary num drama de televisão de seis episódios, então intitulado One Day She'll Darken, actuando ainda como produtor executivo ao lado da realizadora Patty Jenkins e do escritor Sam Sheridan. No final do mesmo ano, o realizador Carl Franklin aceitou fazer parte do projecto com a condição de actuar também como produtor executivo e realizar dois episódios, juntando-se pouco depois Victoria Mahoney, também como realizadora em dois episódios, e o director de fotografia Matthew Jensen. Ainda durante o processo de pré-produção, a série foi renomeada para I Am the Night.

### Casting
A 13 de outubro de 2017 foi anunciada a contratação de India Eisley, Jefferson Mays, Yul Vazquez, Justin Cornwell, Dylan Smith, Theo Marshall, Jay Paulson e Golden Brooks para o elenco principal. Leland Orser, Connie Nielsen, Shoniqua Shandai e Monique Green juntaram-se pouco depois ao elenco.

### Filmagens

John Sowden House, Los Angeles, Califórnia

Ambientado nos anos 40 e nos anos 60, I Am The Night foi filmado em Los Angeles e no Hawaii.
Baseado numa história verídica, muitos dos locais e edifícios utilizados na série datam desse mesmo período, como a Greystone Mansion, a Câmara Municipal de Van Nuys, a Eagle Rock Electrical Substation de Glendale, o Deco Bar do Memorial Clubhouse do Hollywood American Legion Post 43, o diner retro Chili John's em Burbank, a Huntington Art Gallery de San Marino, a Wave House em Malibu, criada por Harry Gesner, ou ainda a famosa mansão conhecida como John Sowden House, ou ainda "Jaws House", arquitectada por Lloyd Wright, que pertenceu durante quase duas décadas ao verdadeiro Dr. George Hodel. As cenas exteriores de Sparks, Nevada, foram no entanto filmadas em Piru, Condado de Ventura.

### Marketing
O primeiro trailer foi lançado a 2 de julho de 2018.
A sua ante-estreia decorreu no festival organizado pela American Film Institute, AFI Fest, a 9 de novembro de 2018, no Egyptian Theatre em Los Angeles, Califórnia, recebendo críticas positivas.
Anunciado originalmente para ser emitido a 28 de janeiro de 2019, o episódio piloto estreou na televisão após a 25ª cerimónia dos Prémios Screen Actors Guild, que decorreu a 27 de janeiro de 2019, na TNT.

## Recepção
No agregador de críticas Rotten Tomatoes, a série possui um índice de aprovação de 73%, baseado em 70 críticas, obtendo uma classificação média de 6,34/10. O consenso crítico no website diz: "Chris Pine interpreta em I Am the Night com uma malandra seriedade, digna de um film noir". No Metacritic, a série tem uma pontuação média de 59 pontos em 100, com base em 26 críticas.

### Prémios e Festivais
| Prémio                                          | Data de cerimônia | Categoria                                        | Destinatário (s) e nomeado (s) | Resultado | Ref.   |
| ----------------------------------------------- | ----------------- | ------------------------------------------------ | ------------------------------ | --------- | ------ |
| HPA - Hollywood Professional Association Awards | 2019              | Melhor gradação de cores numa série de televisão | Stefan Sonnenfeld Company 3    | Nomeado   | [ 20 ] |
| Prêmios Satélite                                | 2020              | Melhor ator numa minissérie ou filme de TV       | Chris Pine                     | Nomeado   | [ 21 ] |
| Prêmios Satélite                                | 2020              | Melhor atriz numa minissérie ou filme de TV      | India Eisley                   | Nomeado   | [ 21 ] |